# بلبروک، نیو ساوت ولز
بلبروک (به انگلیسی: Bellbrook) یک منطقه مسکونی در استرالیا است که در نیو ساوت ولز واقع شده‌است.